# Kovalovice
Kovalovice är en ort i Tjeckien.   Den ligger i distriktet Okres Brno-Venkov och regionen Södra Mähren, i den östra delen av landet, 200 km sydost om huvudstaden Prag. Kovalovice ligger 256 meter över havet och antalet invånare är 631.
Terrängen runt Kovalovice är platt söderut, men norrut är den kuperad.Runt Kovalovice är det tätbefolkat, med 257 invånare per kvadratkilometer. Närmaste större samhälle är Brno, 15,3 km väster om Kovalovice. Trakten runt Kovalovice består till största delen av jordbruksmark.